# Šentrupert
Šentrupert là một khu tự quản (tiếng Slovenia: občine, số ít – občina) trong vùng Dolenjska của Slovenia. Šentrupert có diện tích 49 km2, dân số là theo điều tra ngày 31 tháng 3 năm 2002 là 2283 người. Thủ phủ khu tự quản Šentrupert đóng tại Šentrupert.